# João Duarte de Meneses
João Duarte de Meneses (Lisboa, 22 de abril de 1868 — Lisboa, 8 de abril de 1918) foi um advogado, jornalista e político português.

## Biografia
João de Meneses cursou Direito na Faculdade de Direito da Universidade de Coimbra, entre 1886 e 1895, alcançando o bacharelato. Exerceu advocacia em Lisboa e no Porto.
Pertenceu à Maçonaria, tendo sido iniciado em 1892, na loja "Simpatia", com o nome simbólico de Oberdank. Foi redator político dos periódicos portuenses Voz Publica e O Norte, tendo sido fundador deste último, e do lisboeta O Debate. Foi também secretário da redação do jornal republicano A Luta, em 1910. Era conhecido por defender as suas ideias com correção, procurando não melindrar os adversários políticos.
Filiado no Partido Republicano Português, João de Meneses foi eleito deputado em 1906, 1908, 1910 e 1911 e foi ministro da Marinha entre 3 de setembro e 12 de novembro de 1911. Faleceu em Lisboa em 1918.